# Холл, Бенджамин (политик)
Бенджамин Холл (англ. Benjamin Hall; 8 ноября 1802, Лондон — 27 апреля 1867) или Бен Холл (англ. Ben Hall), сэр Бенджамин Холл (с 1838 года) — британский инженер и политический деятель валлийского происхождения, 1-й барон Ллановер. Выдающийся либеральный реформатор, первый министр здравоохранения Соединённого Королевства, сейчас, в основном, известен как человек, в честь которого был назван Биг-Бен, самый большой колокол в башне Элизабет.

## Биография
Бенджамин Холл, 1-й лорд Ллановер, родился в Лондоне 8 ноября 1802 года, старший сын промышленника Бенджамина Холла (1778—1817) и его жены Шарлотты (урожденной Кроуш, 1784—1839). Когда Холлу было шесть лет, его семья переехала жить в поместье Аберкарн в Монмутшире. Он посещал Вестминстерскую школу с 1814 по 1820 год, когда поступил в колледж Крайст-Черч в Оксфорде, который позже покинул в 1821 году, не получив учёную степень.
Последующие два события повлияли на ход его дальнейшей жизни. Во время турне по Англии и Шотландии в 1822 году его визит в поселение Нью-Ланарк, основанное Робертом Оуэном, заставил его осознать связь между условиями жизни рабочего класса и его нравами. Это позволило ему стать успешным либеральным политиком. Его брак с Августой Уоддингтон, леди Ллановер, 4 декабря 1823 года позволил ему стать частью влиятельного круга покровителей валлийской культуры и языка, которые сочетали культурный национализм с пропагандой сильного протестантизма.
Избранный депутатом-либералом от округов Монмут в 1831 году, он был смещен с поста по ходатайству, но вернулся в 1832 году. Он оставался членом от округов Монмут до 1837 года, когда его пригласили баллотироваться от Мэрилебона, который он успешно представлял до 1859 года. Стал баронетом в 1838 году. Оказал большое влияние на дебаты о церковной реформе, выступая с многочисленными речами. Бенджамин Холл опубликовал Письмо его светлости Епископу Кентерберийскому 1850 года.
Назначен президентом Совета здравоохранения в 1854 году. Его активное участие в лечении эпидемии холеры, поразившей Лондон через две недели после его назначения, и успешное прохождение через парламент законопроекта о здравоохранении, в результате которого был создан Городской совет по труду (предшественник Совета графства Лондон), привлекло к нему внимание королевы. Она назначила Холла Первым комиссаром по труду в 1855 году (1855 - 1858 гг.) 
В 1855 году, политик успешно провел кампанию за открытие лондонских парков для публики по воскресеньям в качестве средства улучшения общественного здоровья. Большие вестминстерские часы, за отливкой и монтажом которых он наблюдал во время своего пребывания на посту (по времени совпадающим с перестройкой зданий парламента), получили название «Биг Бен», предположительно в знак признания работы Бенджамина Холла, а также того факта, что он был чрезвычайно высоким, по некоторым данным — 6 футов 7 дюймов (около 2 метров). Хотя точное происхождение названия остается спорным, связь с Бенджамином Холлом считается одной из наиболее вероятных. 
Он был возведен в звание пэра 29 июня 1859 года во время второй администрации Палмерстона. Стал бароном Ллановером из Ллановера и Аберкарна и занял свое место в Палате лордов, несмотря на то, что некоторые считали его политическим радикалом.
Его брак с леди Ллановер способствовал интересу Холла к валлийскому языку и культуре, который он сочетал с заботой о религиозном благополучии носителей валлийского языка. Особенно заботился о благополучии представителей англиканского духовенства, говорящего по-валлийски.  
В 1842 году он был одним из многих известных лондонских валлийцев, которые обсуждали и покровительствовали предоставлению англиканских услуг на валлийском языке в столице. Собрав деньги, необходимые для аренды церкви Святой Этельреды и оплаты услуг священника, первая служба на валлийском языке в валлийской епископальной церкви Эли-Плейс состоялась в декабре 1843 года и в дальнейшем службы продолжались до 1874 года. В своем доме в Аберкарне он построил церковь для богослужений на валлийском языке, которая была освящена в 1854 году.  
Заядлый охотник, Бенджамин Холл несколько раз получал травмы во время верховой езды и потерял глаз во время стрельбы в 1848 году. Он умер в Лондоне 27 апреля 1867 года в результате несчастного случаем со стрельбой в ноябре 1866 года. Похоронен в семейной усыпальнице в Церкви Святого Варфоломея в Ллановере.

## Политическая карьера
В 1830 году Бенджамин занялся политикой, баллотируясь на место в округе Монмут в парламенте от либеральной партии, бросив вызов консерваторам, которые доминировали в политике Монмутшира и контролируя место в Палате общин со времён Генриха VIII. На всеобщих выборах в апреле-июне 1831 года Холл занял место лорда Вустера, однако последний оспорил потерю своего места на основании неправомерного назначения новых горожан в Ньюпорте, но Холл вернулся в 1832 году, в январе 1835 года Бенджамин был переизбран. На выборах 1837 года он переместил свое место в избирательный округ Мэрилебон в Лондоне, который он продолжал представлять до своего возвышения до пэрства в 1857 году.
Как депутат Холл был известным гуманистом и реформатором, который уделял особое внимание социальным вопросам, реформе церкви и местного самоуправления. Был одним из первых противников применения смертной казни, поддержал принятие Акта об отмене рабства (Slavery Abolition Act 1833), благодаря которому рабство в Британской империи было отменено в 1834 году.

### Религиозная толерантность и реформа церкви
Будучи англиканцем, Холл был известен своей терпимостью к другим верам и защитой прав католиков и евреев, когда подобные взгляды не были особо популярны, был ярым сторонником реформации Англиканской церкви. Как член либеральной партии, Холл выступал за равные права для всех религиозных групп в Великобритании. Он также выступил против практики запрета депутатам-евреям занимать свои места, поскольку они возражали против принятия присяги на верность из-за ее формулировки, требующей от них признать себя христианами.

### Местное самоуправление и санитарные службы
С начала 1850-х годов он начал поднимать вопросы, касающиеся местного самоуправления, в частности, необходимость улучшения санитарии и эффективности управления Лондоном. Холл выступал за улучшение системы канализации и водоснабжения, что стало особенно актуальным после "Великой вони" (или "Великого зловония") 1858 года когда Темза превратилась в рассадник болезней.

### Идеология
Политический либерализм Холла был весьма передового рода, Бенджамин характеризовался как один из самых независимых членов Палаты общин — самый либеральный и самый последовательный, честный, порядочный человек, чьи речи произносились с «исключительно хорошим юмором». Будучи пожизненным сторонником валлийской культуры и языка, он явно считал себя валлийцем и, несмотря на то, что провел большую часть своей жизни в Лондоне и приложил много усилий для улучшения качества жизни жителей этого города

## Личная жизнь
Лорд Ллановер женился на Августе, дочери Бенджамина и Джорджины Уоддингтон из Тиукафа, Ллановер, в 1823 году. Она была сестрой и сонаследницей  Фрэнсис Бунзен, жены прусского дипломата барона Бунзена.
Только одна из их дочерей достигла совершеннолетия. Августа вышла замуж за Артура Джонса из Лланарта. Их сыном был Айвор Герберт, 1-й барон Треуэн. Лорд Ллановер умер в апреле 1867 года в возрасте 64 лет, когда баронетство и баронский титул прекратили свое существование. Леди Ллановер пережила его почти на тридцать лет и умерла в январе 1896 года.